# 書院町 (台北市)
書院町（しょいんちょう）は、日本統治時代の台湾における台北市の行政区画。一丁目から三丁目までで構成された。文武町の西に位置し、現在の博愛路、桃源街、延平南路、長沙街一段、貴陽街一段、愛国西路の一部が書院町に含まれる。町内に登瀛書院があったことから、この名が付けられた。

## 町内の施設
- 台湾総督府図書館（一丁目、現在の博愛大樓）
- 台湾電力株式会社（一丁目、現在の博愛大樓）
- 台湾総督府交通局逓信部（二丁目、現在の交通部）
- 台湾軍司令部（三丁目、現在の国防部）